# Šrapnel
Šrapnel je vrsta rasprskavajućega topovskog streljiva. Punjeno je kuglicama.  Ponekad se (pogrešno)[zašto?] "šrapnelima" nazivaju i krhotine od granate. 

## Povijest
Ime je dobilo po britanskim časniku Henryju Shrapnelu (1761. – 1842.), koji je uporabio topničke granate punjene mecima. Prvi put su korišteni 1795. godine.

## Vanjske poveznice
- D. T. Hamilton, Shrapnel Shell Manufacture. A Comprehensive Treatise. New York: Industrial Press, 1915
- „Shrapnel and other war material“: Reprint článků z American Machinist. New York : McGraw-Hill, 1915